# Publio Cornelio Dolabela (cónsul 35 a. C.)
Publio Cornelio Dolabela (en latín, Publius Cornelius Dolabella) fue un senador y cónsul romano del siglo I a. C.. Alcanzó el consulado en el año 35 a. C. Durante cierto tiempo se le tuvo por un Escipión, hasta que los Fasti Tauromenitani establecieron que fue un Dolabella.